# Stenorhynchus seticornis
Stenorhynchus seticornis, também conhecido como Caranguejo-aranha, Caranguejo-seta ou Caranguejo-de-linhas-amarelas, é uma espécie de caranguejo marinho encontrada no Atlântico Ocidental, da Carolina do Norte (Estados Unidos) até a Argentina.

## Descrição
O corpo do Stenorhynchus seticornis é triangular, e o rostro é alongado em uma ponta com bordas serrilhadas. As pernas também são longas e finas, até 10 cm (3.9 in) transversalmente, e a carapaça do animal pode ter até 6 cm (2.4 in) muito tempo. A coloração é variável nesta espécie; o corpo pode ser dourado, amarelo ou creme, marcado com linhas marrons, pretas ou iridescentes-azuis; as pernas são avermelhadas ou amarelas e as garras são azuis ou violetas. Esta espécie apresenta-se como características diagnósticas: corpo triangular com focinho longo e pontiagudo (rostro), carapaça decorada com finas linhas escuras e garras frequentemente com pontas violetas. S. seticornis é mais comumente associado a anêmonas, em grupos que variam de um a seis indivíduos no sudeste do Brasil.

## Distribuição
Stenorhynchus seticornis é comumente encontrado em submarés rasas em fundos de rocha, corais, algas calcárias e também em sedimentos moles, como cascalho e areia. Sua distribuição geográfica restringe-se ao Atlântico Ocidental, da Carolina do Norte à Argentina. Stenorhynchus seticornis é encontrado no oeste do Oceano Atlântico, da Carolina do Norte e Bermudas ao Brasil, incluindo em todo o Mar do Caribe. Vive em recifes de coral a profundidades de 3 a 9 10–30 ft (3.0–9.1 m).

## Ecologia e comportamento
Stenorhynchus seticornis é noturno e territorial. Ele come pequenos vermes espanadores e outros invertebrados de recife de coral. Este caranguejo é comumente mantido em aquários de recife para controlar as populações de vermes de cerdas.
S. seticornis é um dos vários invertebrados encontrados vivendo em associação com a anêmona do mar, Lebrunia danae. É frequentemente encontrado entre os pseudotentáculos da anêmona junto com o camarão limpador de Pederson (Ancylomenes pedersoni) e o camarão limpador manchado (Periclimenes yucatanicus).
S. seticornis exibiu notável fototaxia negativa, o que significa que o organismo prefere evitar a luz solar. Esta espécie muda de localização durante o dia e a noite.

### Relações simbióticas
Há um número considerável de relatos sobre a simbiose de limpeza entre peixes de recife, moreias e esquilos. Esta é uma relação um tanto inesperada, visto que moreias e esquilos podem ser considerados clientes perigosos, porque os caranguejos são elementos importantes de suas dietas. Esse comportamento só foi observado no ambiente natural das águas brasileiras, mas acredita-se que esse comportamento também exista em toda a sua distribuição.

## Reprodução e ciclo de vida
Durante o acasalamento, o macho coloca um espermatóforo na fêmea, que ela usa para fertilizar seus óvulos. Esses ovos fertilizados são carregados nos pleópodes da fêmea até que estejam prontos para se transformar em larvas de zoea. Estes nadam em direção à superfície do oceano e se alimentam de plâncton. Eles crescem por meio de uma série de mudas e, eventualmente, metamorfoseiam na forma adulta. Quando maduros, os espermatozóides de S. seticornis apresentam cinco braços laterais, semelhantes à morfologia dos espermatozoides de Inachus phalangium.

### Período de reprodução
O clima regula principalmente o período de reprodução do caranguejo-seta. A variação sazonal da temperatura da água e da duração da luz solar são consideradas as variáveis mais importantes na determinação do período de reprodução dos caranguejos-seta.
Existe uma relação positiva entre a fecundidade e o tamanho da fêmea parental. Na verdade, o tamanho da fêmea é a variável chave na determinação do número de ovos por lote. A fêmea também determina a produção reprodutiva dos caranguejos-flecha.

### Estágio de larva
As larvas que cresceram em águas rasas diferem das larvas que crescem em águas mais profundas. A principal diferença está na configuração do endopodite da maxila.

## História taxonômica
Stenorhynchus seticornis foi descrito pela primeira vez por Johann Friedrich Wilhelm Herbst em 1788, sob o nome de Cancer seticornis. Também foi descrito como "Cancer sagittarius" por Johan Christian Fabricius em 1793, um nome que agora é um sinônimo júnior de S. seticornis. Pierre André Latreille erigiu o gênero Stenorhynchus (originalmente escrito incorretamente Stenorynchus) em 1818, e  S. seticornis foi confirmado como a espécie-tipo pela Comissão Internacional de Nomenclatura Zoológica em 1966.